# متطلبات الحصول على تأشيرة لمواطني الإمارات العربية المتحدة
يحصل المواطنين الإماراتيين على تأشيرات مجانية أو عند الوصول لما لا يقل عن 158 بلداً وإقليماً حول العالم لحاملي جوازات السفر الإماراتية العادية.

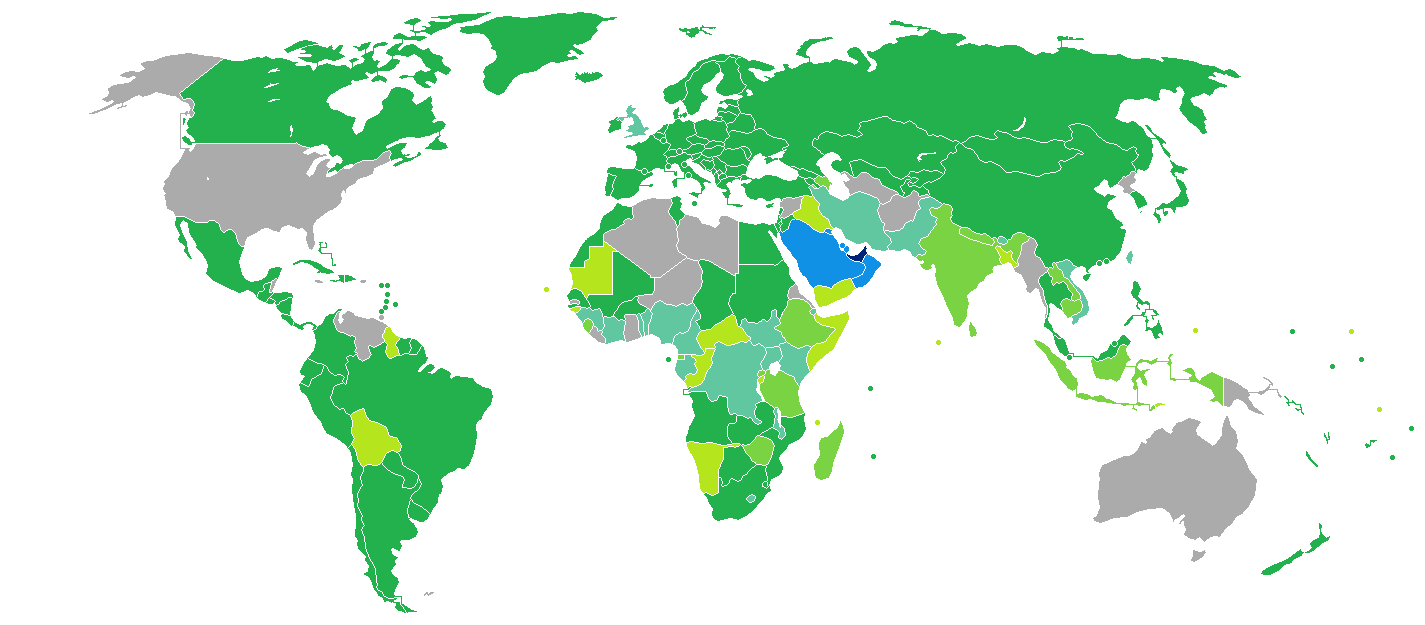
الدول والأقاليم التي تمنح تأشيرات لحاملي جواز سفر دولة الإمارات العربية المتحدة:
الإمارات العربية المتحدة
بدون تأشيرة
تأشيرة عند الوصول
تأشيرة مطلوبة قبل السفر

تختلف متطلبات السفر باختلاف البلدان والأنظمة الدولية، كما يجب على المواطنين باستمرار تجديد التأشيرات والتأكد من ذلك قبل العطلة الصيفية.

## أفريقيا
| البلدان والأقاليم | شروط الحصول |
| ----------------- | --- |
| بوروندي           | تأشيرة عند الوصول |
| الرأس الأخضر      | تأشيرة عند الوصول |
| جزر القمر         | في المطار أو الميناء يمكن تمرير جواز السفر لمدة 24 ساعة على الأكثر لأجل العبور مجاناً، مع إلزام المسافر بالتوجه لمقر مكتب الهجرة في موروني لتحويلها لتأشيرة كاملة صالحة لمدة شهر واحد مع دفع رسوم مستحقة. |
| جيبوتي            | تأشيرة لمدة شهر عند الوصول بـ5,000 فرنك جيبوتي |
| مصر               | 3 شهور |
| غامبيا            | في المطار أو الميناء يمكن تمرير جواز السفر لمدة 24 - 72 ساعة على الأكثر لأجل العبور، مع إلزام المسافر بالتوجه لمقر وزارة الهجرة في بانجول لتحويلها لتأشيرة كاملة صالحة لمدة شهر واحد مع دفع رسوم مستحقة. |
| كينيا             | تأشيرة لمدة 3 شهور عند الوصول بـ50 دولار أمريكي |
| مدغشقر            | 90 يوم تأشيرة عند الوصول بـ140,000 أرياري مدغشقري |
| المغرب            | 3 شهور |
| موزمبيق           | 30 يوم - تأشيرة عند الوصول بـ30 دولار أمريكي |
| سيشل              | شهر واحد |
| تنزانيا           | 3 شهور - تأشيرة عند الوصول بـ50 دولار أمريكي |
| توغو              | 7 أيام - تأشيرة عند الوصول بـ35,000 فرنك غرب أفريقي |
| أوغندا            | 3 شهور - تأشيرة عند الوصول بـ50 دولار أمريكي |
| زامبيا            | 3 شهور - تأشيرة عند الوصول بـ50 دولار أمريكي |
| زيمبابوي          | 3 شهور - تأشيرة عند الوصول بـ50 دولار أمريكي |

## الأمريكتين
| البلدان والأقاليم       | شروط الحصول |
| ----------------------- | ----------- |
| كولومبيا                | 3 شهور      |
| دومينيكا                | 21 يوم      |
| الإكوادور               | 90 يوم      |
| هايتي                   | 3 شهور      |
| نيكاراغوا               | 3 شهور      |
| سانت فينسنت والغرينادين | شهر واحد    |
| جزر توركس وكايكوس       | 30 يوم      |

## آسيا
| البلدان والأقاليم                                   | شروط الحصول                                 |
| --------------------------------------------------- | ------------------------------------------- |
| مجلس التعاون لدول الخليج العربية                    | ـ                                           |
| البحرين                                             | عدد مرات الوصول غير محدودة                  |
| الكويت                                              | عدد مرات الوصول غير محدودة                  |
| سلطنة عمان                                          | عدد مرات الوصول غير محدودة                  |
| قطر                                                 | عدد مرات الوصول غير محدودة                  |
| السعودية                                            | عدد مرات الوصول غير محدودة                  |
| الإمارات العربية المتحدة                            | حق الإقامة                                  |
| الدول الغير أعضاء بمجلس التعاون لدول الخليج العربية | ـ                                           |
| بروناي                                              | 30 يوم                                      |
| كمبوديا                                             | 90 يوم تأشيرة عند الوصول بـ 50 دولار أمريكي |
| هونغ كونغ                                           | شهر واحد                                    |
| إندونيسيا                                           | 30 يوم تأشيرة عند الوصول                    |
| الأردن                                              | شهر واحد                                    |
| لاوس                                                | 30 يوم تأشيرة عند الوصول بـ30 دولار أمريكي  |
| لبنان                                               | 3 شهور                                      |
| ماكاو                                               | 30 يوم تأشيرة عند الوصول                    |
| ماليزيا                                             | 3 شهور                                      |
| المالديف                                            | 30 يوم                                      |
| نيبال                                               | 60 يوم تأشيرة عند الوصول                    |
| الفلبين                                             | 21 يوم                                      |
| سنغافورة                                            | 30 يوم                                      |
| كوريا الجنوبية                                      | 30 يوم                                      |
| سريلانكا                                            | 30 يوم                                      |
| سوريا                                               | 3 شهور                                      |
| تايلاند                                             | 30 يوم                                      |
| تيمور الشرقية                                       | 30 يوم تأشيرة عند الوصول بـ30 دولار أمريكي  |
| تركيا                                               | 3 شهور تأشيرة عند الوصول                    |
| اليمن                                               | 3 شهور                                      |

## الأوقيانوسية
| البلدان والأقاليم         | شروط الحصول |
| ------------------------- | ----------- |
| جزر كوك                   | 31 يوم      |
| ولايات ميكرونيسيا المتحدة | 30 يوم      |
| نيوزيلندا                 | 90 يوم      |
| نييوي                     | 30 يوم      |
| بالاو                     | 30 يوم      |
| ساموا                     | 60 يوم      |
| توفالو                    | شهر واحد    |